# Melchior Ferdinand von Gaschin

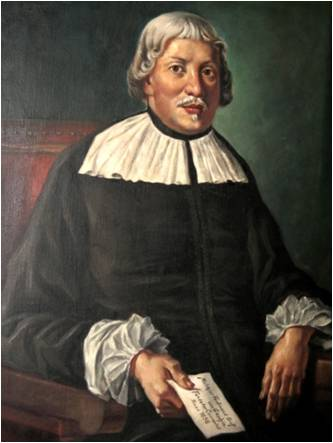
Melchior Ferdinand von Gaschin

Reichsgraf Melchior Ferdinand von Gaschin (tschechisch: Melichar Ferdinand Gašinský z Gašina; * 1581 in Katscher; † 16. Juli 1665 in Polnisch Neukirch) war Landeskanzler und Landeshauptmann von Oppeln-Ratibor sowie Landeshauptmann der Grafschaft Glatz.

## Leben
Melchior Ferdinand von Gaschin war der Sohn von Melchior Freiherr von Gaschin von und zu Rosenberg und der Margarete von Skal. Da sich die Familie während des böhmischen Ständeaufstands loyal zum Kaiserhaus verhielt, wurde Melchior Ferdinand zusammen mit seinem Vater und seinen drei Brüdern am 5. April 1621 in den böhmischen Freiherrenstand erhoben. Weitere Standeserhöhungen folgten: alter böhmischer Herrenstand am 28. Dezember 1632, erbländisch-österreichischer Graf am 7. Januar 1633, böhmischer Graf am 22. Juni 1635 und schließlich die Bestätigung des Titels Graf und Ausfertigung des Reichsgrafendiploms am 24. Juli 1663. Er war ab 1625 Landeskanzler des Fürstentums Oppeln-Ratibor und ab 1636 dort Landeshauptmann,  womit er zu den wichtigsten kaiserlichen Amtsträgern gehörte.
Nachdem Oppeln-Ratibor 1645 als Ersatz für nicht bezahlte Mitgift mehrerer nach Polen verheirateter österreichischer Prinzessinnen an das polnische Königshaus verpfändet worden war, verlor Melchior Ferdinand, dem das Vertrauen des neuen Pfandherrn fehlte, das Amt des Landeshauptmanns. Vermutlich deshalb wurde er 1646 vom Kaiser Ferdinand zum Landeshauptmann der ebenfalls böhmischen Grafschaft Glatz ernannt. Nach dem polnischen Königswechsel von 1648 erhielt Melchior Ferdinand 1649 die Landeshauptmannschaft von Oppeln-Ratibor zurück. Da er weiterhin der kaisertreuen katholischen Partei angehörte, stieg er 1652 zum Vizepräsidenten und 1654 zum Präsidenten der Schlesischen Kammer in Breslau auf. Damit bekleidete er ein einflussreiches landesfürstliches Amt in der Verwaltung Schlesiens. 
Durch seine bedeutenden Stellungen im Dienst der Habsburger konnte Melchior Ferdinand ein beträchtliches Vermögen bilden. Bereits 1631 erwarb er die Herrschaft Żyrowa, die der Vorbesitzer Georg Friedrich von Zyrowski als Anhänger des Winterkönigs Friedrich von der Pfalz verloren hatte. Außerdem gehörten ihm u. a. die schlesischen Herrschaften Rosenberg, Woischnik und Polnisch Neukirch. Auf den ihm gehörenden Herrschaften führte er die Rekatholisierung seiner Untertanen durch. In seinem Testament von 1658 verfügte er die Umwandlung aller Besitzungen in ein Fideikommiss. Für die Wallfahrtsstätte am St. Annaberg stiftete er das Franziskanerkloster mit der Klosterkirche. Nach seinem Tod wurde in der Familiengruft in der Dominikanerkirche in Ratibor beigesetzt. Sein Erbe wurde der Neffe Georg Adam Franz von Gaschin.
Die von Melchior Ferdinand 1644 an der Stelle eines Vorgängerbaus errichtete barocke Schlossanlage in Żyrowa blieb bis zum 10. November 1852 im Besitz der Familie Gaschin.